# Christer Manhusen
Per Christer Magnus Manhusen, född 15 juni 1941 i Göteborg, är en svensk diplomat.

## Biografi
Manhusen är son till kapten Thure Nson Manhusen och Greta Möller. Han tog officersexamen 1965, blev civilekonom vid Handelshögskolan i Göteborg 1968 och gick aspirantutbildning vid Utrikesdepartementet (UD) 1968-1970 innan han blev attaché vid UD 1970. Manhusen var ambassadsekreterare i Santiago de Chile 1970-1973, Moskva 1973-1975, departementssekreterare UD:s handelsavdelning 1975-1978 och förste ambassadsekreterare i Washington, D.C. 1978-1981. Han var ambassadråd vid Sveriges ständiga delegation vid de internationella organisationerna i Genève 1981-1987, kansliråd vid UD:s handelsavdelning 1987-1988 samt departementsråd och chef vid multilaterala handelsenheten 1988-1989. Manhusen var ambassadör i Quito 1989-1992, ambassadör vid EFTA- och GATT-delegationen i Genève från 1992. Manhusen var därefter bland annat ambassadör i Brasília 1996-2001 och ordförande i Svensk-brasilianska handelskammaren. I december 2003 utsågs han, i egenskap som före detta ambassadör i Brasilien, till bevakare av Gripenprojektets intressen i försäljningen av stridsflygplanet till just Brasilien.
Han var ryttmästare i kavalleriets reserv vid Livgardets dragoner (K 1), ombud och ordförande i internationella handelspolitiska förhandlingar inom EFTA, FN, GATT och OECD samt ordförande i GATT:s flygindustrikommittée 1987-1988. Manhusen har skrivit artiklar och uppsatser i dags- och fackpress i handelspolitiska ämnen, energi- och försvarsfrågor.
Manhusen gifte sig 1972 med psykologen Adela Garcia-Castellanos (född 1947), dotter till doktor, professor José Garcia-Castellanos och Julia Quiroga.